# Cruzadas (película)
Cruzadas: Jamás Mezcladas es una película argentina dirigida por Diego Rafecas que se estrenó en Buenos Aires el 21 de abril de 2011. Se trata de una comedia dramática protagonizada por Moria Casán, Enrique Pinti y Nacha Guevara. Casan, quien también se encarga de la producción ejecutiva, fue una de las que eligió a varios de los actores que participarán en el film.

## Reparto
- Moria Casán ... Juana Pérez Roble
- Enrique Pinti ... Ernesto Pérez Roble
- Nacha Guevara ... Camila Lamónica
- Willy Lemos
- Claudio Rissi ... Alcides
- Carlos Belloso
- Alejandra Majluf
- Chechi Telesco ... Mecha
- Miriam Lanzoni
- Jenny Williams ... Celeste
- Tomás Fonzi ... Mánager
- Damián Cesanelli
- Gonzalo Suárez
- Laura Bruni
- Claudia Albertario
- Sebastián Cantoni

## Sinopsis
Síntesis de la película: Juana Pérez Roble (Moria Casán) y Camila Lamónica (Nacha Guevara) son hermanas. No lo saben y no se conocen. Ambas hijas de un mismo Padre, Ernesto Pérez Roble (Enrique Pinti) titular y socio fundador de BA-News un mega holding mediático (Canales de Televisión aire y cable, radios, un diario importante, etc.), pero de distinta madre.
Juana es hija única y reconocida, del 1.er y único matrimonio oficial de Ernesto, y Camila, es la hija no reconocida de Ernesto quien tuvo con una mu cama muy especial, una de los miles que pasaron por su casa.
Con los años Juana (Moria) fue naturalmente posicionándose hasta finalmente convertirse en la “CEO del Mega-Holding Mediático”, y paralelamente Camila (Nacha) con el transcurrir de los años, no pudo dejar de expresar su genética empresarial convirtiéndose, con la ayuda de su entorno íntimo, en “Reina de la Bailanta”, con muchos boliches de bailanta y en especial “La gran Bailanta de González Catan”.
Dada la caída abrupta del rating y las grandes pérdidas que se están generando en holding, Juana, única heredera de Ernesto, junto a su entorno más íntimo, ha negociado la venta del mega holding en 6500 millones de US$, a México.
Ernesto se opone firmemente a la venta del mega holding, argumentando un patriotismo vehementemente en la gran mesa de un directorio abúlico, frío y distante. En ese contexto, y para destituir a Ernesto de su poder de veto en el holding, propia hija revela una sentencia de un juicio realizado en contra de su padre por “insana”.
Esto pone en jaque mate la relación con su Juana, y Ernesto decide acercarse de una vez por todas a su hija Camila pero esta vez para otorgarle el nombre, su apellido, y con él el 50% del Holding de quien es único dueño.
En el velorio de Ernesto, Camila intentará acercarse a Juana para presentarse como su hermana aunque no sea nada fácil por sus distintas clases sociales.

## Recepción
La película no fue bien recibida por la crítica y recibió mayoría de bajas calificaciones.
El diario La Nación le puso "regular" explicando que "Los rubros técnicos y el resto del reparto se pusieron a disposición de una especie de historieta muy poco consistente salpicada con una picardía por momentos elemental, que no tarda en caer en la monotonía sólo salvada (y con esfuerzo) por Moria Casán y Nacha Guevara como las hermanas enfrentadas". y el diario Clarín le puso "mala" sosteniendo que "es un filme que pretende ser una comedia pero cuyos pocos chistes suelen ser de mal gusto y por lo tanto pueden provocar cierta indignación.

En cuanto al sitio IMDb la calificó con 3,4 puntos de 10. Fue vista por un total de 12.988 espectadores, de los cuales 10.000 la vieron la primera semana de estreno.